# Myrosmodes
Myrosmodes es un género de orquídeas perteneciente a la subfamilia Orchidoideae dentro de la familia Orchidaceae. Tiene diez especies.

## Especies
- Myrosmodes breve (Schltr.) Garay, Opera Bot., B 9(225: 1): 168 (1978)
- Myrosmodes chiogena (Schltr.) C.A.Vargas, Lindleyana 10: 6 (1995)
- Myrosmodes cochleare Garay, Opera Bot., B 9(225: 1): 169 (1978)
- Myrosmodes filamentosum (Mansf.) Garay, Opera Bot., B 9(225: 1): 169 (1978)
- Myrosmodes gymnandra (Rchb.f.) C.A.Vargas, Lankesteriana 11(1): 5 (2011)
- Myrosmodes inaequalis (Rchb.f.) C.A.Vargas, Lankesteriana 11: 5 (2011)
- Myrosmodes nubigenum Rchb.f., Xenia Orchid. 1: 19 (1854)
- Myrosmodes paludosa (Rchb.f.) P.Ortiz, Orquídeas Colombia: 286 (1995)
- Myrosmodes rhynchocarpum (Schltr.) Garay, Opera Bot., B 9(225: 1): 171 (1978)
- Myrosmodes rostratum (Rchb.f.) Garay, Opera Bot., B, 9(225: 1): 172 (1978)
- Myrosmodes ustulatum (Schltr.) Garay, Opera Bot., B 9(225: 1): 172 (1978)
- Myrosmodes weberbaueri (Schltr.) C.A.Vargas, Lindleyana 10: 6 (1995)
- Myrosmodes weberbaueri  (Schltr.) C.A.Vargas  (1995)
- Myrosmodes nervosa  (Kraenzl.) Novoa, C. Vargas & Cisternas

- Datos: Q311905
- Multimedia: Myrosmodes / Q311905
- Especies: Myrosmodes